# Copa Davis 2019 − Equips fase final
Les finals de la Copa Davis 2019, coneguda com les Davis Cup Finals 2019, fou la primera edició del nou format de Copa Davis en la qual es concentraven totes les eliminatòries en una sola seu i en una setmana del calendari. L'esdeveniment estava format per 18 equips nacionals de Copa Davis que es componien de cinc jugadors més un capità que dirigia l'equip. Les formacions definitives es van confirmar un mes abans de l'inici de l'esdeveniment i només per una lesió important dels jugadors podien ser substituïts.
Els rànquings indicats pels jugadors es van extreure a data de 18 de novembre, dia de l'inici de l'esdeveniment.

## Grup A

### França
| Jugador               | Rànquings ATP      | Rànquings ATP      | V–D Copa Davis     | V–D Copa Davis     | V–D Copa Davis     | Ref.               |
| Jugador               | Individual         | Dobles             | Total              | Individual         | Dobles             | Ref.               |
| --------------------- | ------------------ | ------------------ | ------------------ | ------------------ | ------------------ | ------------------ |
| Gaël Monfils          | 10                 | –                  | 12–2               | 12–2               | 0–0                |                    |
| Benoît Paire          | 24                 | 102                | 1–0                | 1–0                | 0–0                |                    |
| Jo-Wilfried Tsonga    | 29                 | 702                | 27–10              | 21–9               | 6–1                |                    |
| Pierre-Hugues Herbert | 65                 | 5                  | 7–2                | 0–1                | 7–1                |                    |
| Nicolas Mahut         | 197                | 3                  | 10–4               | 1–2                | 9–2                |                    |
| Capità                | Sébastien Grosjean | Sébastien Grosjean | Sébastien Grosjean | Sébastien Grosjean | Sébastien Grosjean | Sébastien Grosjean |

### Sèrbia
| Jugador          | Rànquings ATP  | Rànquings ATP  | V–D Copa Davis | V–D Copa Davis | V–D Copa Davis | Ref.           |
| Jugador          | Individual     | Dobles         | Total          | Individual     | Dobles         | Ref.           |
| ---------------- | -------------- | -------------- | -------------- | -------------- | -------------- | -------------- |
| Novak Đoković    | 2              | 139            | 34–10          | 31–7           | 3–3            |                |
| Dušan Lajović    | 34             | 109            | 10–8           | 10–8           | 0–0            |                |
| Filip Krajinović | 40             | 452            | 6–5            | 6–2            | 6–5            |                |
| Viktor Troicki   | 159            | 716            | 23–14          | 17–11          | 6–3            |                |
| Janko Tipsarević | 221            | 191            | 41–18          | 34–15          | 7–3            |                |
| Capità           | Nenad Zimonjić | Nenad Zimonjić | Nenad Zimonjić | Nenad Zimonjić | Nenad Zimonjić | Nenad Zimonjić |

### Japó
| Jugador            | Rànquings ATP    | Rànquings ATP    | V–D Copa Davis   | V–D Copa Davis   | V–D Copa Davis   | Ref.             |
| Jugador            | Individual       | Dobles           | Total            | Individual       | Dobles           | Ref.             |
| ------------------ | ---------------- | ---------------- | ---------------- | ---------------- | ---------------- | ---------------- |
| Yoshihito Nishioka | 73               | 289              | 4–5              | 4–3              | 0–2              |                  |
| Yasutaka Uchiyama  | 81               | 430              | 5–10             | 2–1              | 3–9              |                  |
| Yūichi Sugita      | 104              | –                | 9–10             | 8–5              | 1–5              |                  |
| Taro Daniel        | 111              | 709              | 6–6              | 6–6              | 0–0              |                  |
| Ben McLachlan      | –                | 44               | 1–3              | 0–0              | 1–3              |                  |
| Capità             | Satoshi Iwabuchi | Satoshi Iwabuchi | Satoshi Iwabuchi | Satoshi Iwabuchi | Satoshi Iwabuchi | Satoshi Iwabuchi |

## Grup B

### Croàcia
| Jugador       | Rànquings ATP | Rànquings ATP | V–D Copa Davis | V–D Copa Davis | V–D Copa Davis | Ref.          |
| Jugador       | Individual    | Dobles        | Total          | Individual     | Dobles         | Ref.          |
| ------------- | ------------- | ------------- | -------------- | -------------- | -------------- | ------------- |
| Borna Ćorić   | 28            | –             | 10–7           | 10–7           | 0–0            |               |
| Borna Gojo    | 280           | –             | 0–0            | 0–0            | 0–0            |               |
| Ivan Dodig    | –             | 12            | 18–28          | 5–13           | 13–15          |               |
| Nikola Mektić | –             | 15            | 4–1            | 1–1            | 3–0            |               |
| Mate Pavić    | –             | 18            | 0–5            | 0–1            | 0–4            |               |
| Capità        | Željko Krajan | Željko Krajan | Željko Krajan  | Željko Krajan  | Željko Krajan  | Željko Krajan |

### Espanya
| Jugador               | Rànquings ATP  | Rànquings ATP  | V–D Copa Davis | V–D Copa Davis | V–D Copa Davis | Ref.           |
| Jugador               | Individual     | Dobles         | Total          | Individual     | Dobles         | Ref.           |
| --------------------- | -------------- | -------------- | -------------- | -------------- | -------------- | -------------- |
| Rafael Nadal          | 1              | –              | 29–5           | 24–1           | 5–4            |                |
| Roberto Bautista Agut | 9              | –              | 6–5            | 6–5            | 0–0            |                |
| Pablo Carreño Busta   | 27             | 113            | 3–4            | 2–3            | 1–1            |                |
| Feliciano López       | 62             | 55             | 15–21          | 6–8            | 9–13           |                |
| Marcel Granollers     | 112            | 25             | 5–6            | 2–1            | 3–5            |                |
| Capità                | Sergi Bruguera | Sergi Bruguera | Sergi Bruguera | Sergi Bruguera | Sergi Bruguera | Sergi Bruguera |

### Rússia
| Jugador          | Rànquings ATP      | Rànquings ATP      | V–D Copa Davis     | V–D Copa Davis     | V–D Copa Davis     | Ref.               |
| Jugador          | Individual         | Dobles             | Total              | Individual         | Dobles             | Ref.               |
| ---------------- | ------------------ | ------------------ | ------------------ | ------------------ | ------------------ | ------------------ |
| Karén Khatxànov  | 17                 | 86                 | 6–7                | 6–4                | 0–3                |                    |
| Andrei Rubliov   | 23                 | 75                 | 8–7                | 4–4                | 4–3                |                    |
| Ievgueni Donskoi | 113                | –                  | 5–6                | 3–4                | 2–2                |                    |
| Capità           | Shamil Tarpishchev | Shamil Tarpishchev | Shamil Tarpishchev | Shamil Tarpishchev | Shamil Tarpishchev | Shamil Tarpishchev |

## Grup C

### Argentina
| Jugador           | Rànquings ATP | Rànquings ATP | V–D Copa Davis | V–D Copa Davis | V–D Copa Davis | Ref.          |
| Jugador           | Individual    | Dobles        | Total          | Individual     | Dobles         | Ref.          |
| ----------------- | ------------- | ------------- | -------------- | -------------- | -------------- | ------------- |
| Diego Schwartzman | 14            | 40            | 4–4            | 4–3            | 0–1            |               |
| Guido Pella       | 25            | 58            | 5–5            | 4–4            | 1–1            |               |
| Leonardo Mayer    | 92            | 61            | 14–6           | 11–3           | 3–3            |               |
| Horacio Zeballos  | –             | 4             | 7–5            | 2–1            | 5–4            |               |
| Máximo González   | –             | 34            | 1–2            | 0–0            | 1–2            |               |
| Capità            | Gastón Gaudio | Gastón Gaudio | Gastón Gaudio  | Gastón Gaudio  | Gastón Gaudio  | Gastón Gaudio |

### Alemanya
| Jugador               | Rànquings ATP    | Rànquings ATP    | V–D Copa Davis   | V–D Copa Davis   | V–D Copa Davis   | Ref.             |
| Jugador               | Individual       | Dobles           | Total            | Individual       | Dobles           | Ref.             |
| --------------------- | ---------------- | ---------------- | ---------------- | ---------------- | ---------------- | ---------------- |
| Jan-Lennard Struff    | 35               | 56               | 8–3              | 4–3              | 4–0              |                  |
| Philipp Kohlschreiber | 79               | 288              | 22–15            | 18–12            | 4–3              |                  |
| Dominik Köpfer        | 94               | 312              | 0–0              | 0–0              | 0–0              |                  |
| Kevin Krawietz        | 478              | 9                | 0–0              | 0–0              | 0–0              |                  |
| Andreas Mies          | –                | 11               | 0–0              | 0–0              | 0–0              |                  |
| Capità                | Michael Kohlmann | Michael Kohlmann | Michael Kohlmann | Michael Kohlmann | Michael Kohlmann | Michael Kohlmann |

### Xile
| Jugador                    | Rànquings ATP | Rànquings ATP | V–D Copa Davis | V–D Copa Davis | V–D Copa Davis | Ref.          |
| Jugador                    | Individual    | Dobles        | Total          | Individual     | Dobles         | Ref.          |
| -------------------------- | ------------- | ------------- | -------------- | -------------- | -------------- | ------------- |
| Cristian Garín             | 33            | 343           | 11–12          | 10–11          | 1–1            |               |
| Nicolás Jarry              | 77            | 70            | 14–8           | 9–5            | 5–3            |               |
| Alejandro Tabilo           | 208           | 486           | 0–0            | 0–0            | 0–0            |               |
| Marcelo Tomás Barrios Vera | 326           | 525           | 1–1            | 1–0            | 0–1            |               |
| Hans Podlipnik Castillo    | –             | 128           | 11–5           | 3–2            | 8–3            |               |
| Capità                     | Nicolás Massú | Nicolás Massú | Nicolás Massú  | Nicolás Massú  | Nicolás Massú  | Nicolás Massú |

## Grup D

### Bèlgica
| Jugador          | Rànquings ATP   | Rànquings ATP   | V–D Copa Davis  | V–D Copa Davis  | V–D Copa Davis  | Ref.            |
| Jugador          | Individual      | Dobles          | Total           | Individual      | Dobles          | Ref.            |
| ---------------- | --------------- | --------------- | --------------- | --------------- | --------------- | --------------- |
| David Goffin     | 11              | 164             | 23–6            | 23–2            | 0–3             |                 |
| Steve Darcis     | 158             | –               | 23–18           | 22–11           | 1–7             |                 |
| Kimmer Coppejans | 161             | 279             | 4–2             | 3–2             | 1–0             |                 |
| Joran Vliegen    | –               | 39              | 1–1             | 0–0             | 1–1             |                 |
| Sander Gillé     | –               | 47              | 1–1             | 0–0             | 1–1             |                 |
| Capità           | Johan Van Herck | Johan Van Herck | Johan Van Herck | Johan Van Herck | Johan Van Herck | Johan Van Herck |

### Austràlia
| Jugador         | Rànquings ATP  | Rànquings ATP  | V–D Copa Davis | V–D Copa Davis | V–D Copa Davis | Ref.           |
| Jugador         | Individual     | Dobles         | Total          | Individual     | Dobles         | Ref.           |
| --------------- | -------------- | -------------- | -------------- | -------------- | -------------- | -------------- |
| Alex de Minaur  | 18             | 141            | 1–3            | 1–3            | 0–0            |                |
| Nick Kyrgios    | 30             | 239            | 9–6            | 9–5            | 0–1            |                |
| John Millman    | 48             | 341            | 1–1            | 1–1            | 0–0            |                |
| Jordan Thompson | 63             | 161            | 5–2            | 3–2            | 2–0            |                |
| John Peers      | –              | 26             | 5–3            | 0–0            | 5–3            |                |
| Capità          | Lleyton Hewitt | Lleyton Hewitt | Lleyton Hewitt | Lleyton Hewitt | Lleyton Hewitt | Lleyton Hewitt |

### Colòmbia
| Jugador              | Rànquings ATP  | Rànquings ATP  | V–D Copa Davis | V–D Copa Davis | V–D Copa Davis | Ref.           |
| Jugador              | Individual     | Dobles         | Total          | Individual     | Dobles         | Ref.           |
| -------------------- | -------------- | -------------- | -------------- | -------------- | -------------- | -------------- |
| Daniel Elahi Galán   | 194            | 707            | 4–1            | 4–1            | 0–0            |                |
| Santiago Giraldo     | 277            | 885            | 27–17          | 27–17          | 0–0            |                |
| Alejandro González   | 470            | 616            | 7–5            | 7–5            | 0–0            |                |
| Juan Sebastián Cabal | –              | 1              | 18–10          | 7–2            | 11–8           |                |
| Robert Farah         | –              | 1              | 12–9           | 1–3            | 11–6           |                |
| Capità               | Pablo González | Pablo González | Pablo González | Pablo González | Pablo González | Pablo González |

## Grup E

### Regne Unit
| Jugador      | Rànquings ATP | Rànquings ATP | V–D Copa Davis | V–D Copa Davis | V–D Copa Davis | Ref.       |
| Jugador      | Individual    | Dobles        | Total          | Individual     | Dobles         | Ref.       |
| ------------ | ------------- | ------------- | -------------- | -------------- | -------------- | ---------- |
| Dan Evans    | 42            | 151           | 7–14           | 7–14           | 0–0            |            |
| Kyle Edmund  | 69            | 149           | 3–5            | 3–5            | 0–0            |            |
| Andy Murray  | 126           | 87            | 39–8           | 30–3           | 9–5            |            |
| Jamie Murray | –             | 23            | 12–6           | 0–1            | 12–5           |            |
| Neal Skupski | –             | 31            | 0–0            | 0–0            | 0–0            |            |
| Capità       | Leon Smith    | Leon Smith    | Leon Smith     | Leon Smith     | Leon Smith     | Leon Smith |

### Kazakhstan
| Jugador              | Rànquings ATP   | Rànquings ATP   | V–D Copa Davis  | V–D Copa Davis  | V–D Copa Davis  | Ref.            |
| Jugador              | Individual      | Dobles          | Total           | Individual      | Dobles          | Ref.            |
| -------------------- | --------------- | --------------- | --------------- | --------------- | --------------- | --------------- |
| Alexander Bublik     | 57              | 322             | 1–0             | 1–0             | 0–0             |                 |
| Mikhaïl Kukuixkin    | 67              | 140             | 25–14           | 25–13           | 0–1             |                 |
| Dmitry Popko         | 187             | 986             | 4–2             | 4–2             | 0–0             |                 |
| Aleksandr Nedovyesov | 281             | 189             | 7–11            | 2–6             | 5–5             |                 |
| Andrey Golubev       | 745             | 168             | 24–12           | 16–7            | 8–5             |                 |
| Capità               | Dias Doskarayev | Dias Doskarayev | Dias Doskarayev | Dias Doskarayev | Dias Doskarayev | Dias Doskarayev |

### Països Baixos
| Jugador                 | Rànquings ATP | Rànquings ATP | V–D Copa Davis | V–D Copa Davis | V–D Copa Davis | Ref.          |
| Jugador                 | Individual    | Dobles        | Total          | Individual     | Dobles         | Ref.          |
| ----------------------- | ------------- | ------------- | -------------- | -------------- | -------------- | ------------- |
| Robin Haase             | 163           | 33            | 37–22          | 27–14          | 10–8           |               |
| Tallon Griekspoor       | 179           | 491           | 0–1            | 0–1            | 0–0            |               |
| Botic van de Zandschulp | 200           | 431           | 0–0            | 0–0            | 0–0            |               |
| Wesley Koolhof          | –             | 14            | 0–0            | 0–0            | 0–0            |               |
| Jean-Julien Rojer       | –             | 20            | 50–12          | 28–6           | 22–6           |               |
| Capità                  | Paul Haarhuis | Paul Haarhuis | Paul Haarhuis  | Paul Haarhuis  | Paul Haarhuis  | Paul Haarhuis |

## Grup F

### Estats Units
| Jugador        | Rànquings ATP | Rànquings ATP | V–D Copa Davis | V–D Copa Davis | V–D Copa Davis | Ref.       |
| Jugador        | Individual    | Dobles        | Total          | Individual     | Dobles         | Ref.       |
| -------------- | ------------- | ------------- | -------------- | -------------- | -------------- | ---------- |
| Taylor Fritz   | 32            | 120           | 0–0            | 0–0            | 0–0            |            |
| Reilly Opelka  | 36            | 179           | 0–0            | 0–0            | 0–0            |            |
| Sam Querrey    | 44            | 79            | 11–9           | 10–9           | 1–0            |            |
| Frances Tiafoe | 47            | 445           | 0–2            | 0–2            | 0–0            |            |
| Jack Sock      | –             | 118           | 7–3            | 4–3            | 3–0            |            |
| Capità         | Mardy Fish    | Mardy Fish    | Mardy Fish     | Mardy Fish     | Mardy Fish     | Mardy Fish |

### Itàlia
| Jugador           | Rànquings ATP      | Rànquings ATP      | V–D Copa Davis     | V–D Copa Davis     | V–D Copa Davis     | Ref.               |
| Jugador           | Individual         | Dobles             | Total              | Individual         | Dobles             | Ref.               |
| ----------------- | ------------------ | ------------------ | ------------------ | ------------------ | ------------------ | ------------------ |
| Matteo Berrettini | 8                  | 208                | 1–1                | 1–0                | 0–1                |                    |
| Fabio Fognini     | 12                 | 150                | 28–13              | 21–8               | 7–5                |                    |
| Lorenzo Sonego    | 52                 | 455                | 0–0                | 0–0                | 0–0                |                    |
| Andreas Seppi     | 72                 | 297                | 24–21              | 20–19              | 4–2                |                    |
| Simone Bolelli    | 339                | 80                 | 19–15              | 7–9                | 12–6               |                    |
| Capità            | Corrado Barazzutti | Corrado Barazzutti | Corrado Barazzutti | Corrado Barazzutti | Corrado Barazzutti | Corrado Barazzutti |

### Canadà
| Jugador               | Rànquings ATP  | Rànquings ATP  | V–D Copa Davis | V–D Copa Davis | V–D Copa Davis | Ref.           |
| Jugador               | Individual     | Dobles         | Total          | Individual     | Dobles         | Ref.           |
| --------------------- | -------------- | -------------- | -------------- | -------------- | -------------- | -------------- |
| Denis Shapovalov      | 15             | 50             | 7–4            | 7–3            | 0–1            |                |
| Félix Auger-Aliassime | 21             | –              | 1–2            | 1–1            | 0–1            |                |
| Brayden Schnur        | 103            | 315            | 0–2            | 0–2            | 0–0            |                |
| Vasek Pospisil        | 150            | 447            | 17–17          | 9–10           | 8–7            |                |
| Capità                | Frank Dancevic | Frank Dancevic | Frank Dancevic | Frank Dancevic | Frank Dancevic | Frank Dancevic |